# المسالية (تعز)
المساليه هي إحدى قرى الجمهورية اليمنية. تتبع جغرافيا لمحافظة تعز وإداريًا لمديرية مشرعه وحدنان. يبلغ تعداد سكانها 3419 نسمة حسب الإحصاء الذي أجري عام 2004.